# Cestradoretus minusculus
Cestradoretus minusculus är en skalbaggsart som beskrevs av Machatschke 1965. Cestradoretus minusculus ingår i släktet Cestradoretus och familjen Rutelidae. Inga underarter finns listade i Catalogue of Life.